# Таинственные баррикады
«Таинственные баррикады», «Мистические преграды» (фр. «Les Barricades Mystérieuses») — пьеса, сочинённая Франсуа Купереном в 1716—1717 году. В оригинале предназначена для клавесина, находится в сборнике «Ordre 6-еme de clavecin» in B-flat major (№ 5). Считается[кем?] одним из музыкальных символов эпохи барокко.

## История названия и его трактовки
Первоначально сочинение было опубликовано с написанием «Les Baricades Mistérieuses»: одно, а не два «r», в первом слове; «i», а не «у», во втором слове. Такое написание, вероятно, считалось также допустимым, хотя и менее распространённым. Пьеса всегда вызывала споры из-за своего необычного названия. Композитор не дал его объяснения. Существует много предположений о значении названия без прямых доказательств каждого из них.
Наиболее популярные из версий приводятся в списке ниже:
- Препятствия в отношениях между людьми.
- Преграды между прошлым и настоящим, или настоящим и будущим.
- Преграда между жизнью и смертью.
- Граница между имманентным и трансцендентным.
- Пояс целомудрия женщины, ограждающий её от мужчины.
- Маски, скрывающие лица, которые носили участники и зрители одного из представлений в постановке покровительницы Куперена герцогини дю Мэн в 1714 году. Оно называлось «Le Mystère» или «Les Fêtes de l’Inconnu»[4]. Название и наличие масок объяснялось присутствием на представлении самопровозглашённого и не признанного на родине короля Англии Якова III Стюарта (номинальный король Шотландии под именем Якова VIII), притязания которого долгое время одобрял и поддерживал французский двор. По Утрехтскому миру (1713 год) Франция должна была признать протестантскую династию в Англии и вследствие этого удалить Якова III. Присутствие его на представлении могло повлечь за собой дипломатический скандал. Известно, что на представлении присутствовала сестра Франсуа Куперена Маргарита-Луиза Куперен.
- Музыкально-техническая шутка — препятствия на пути вычленения основной мелодии в музыкальном произведении.
- На языке Версаля того времени — «ресницы благородных дам»[5].

Клавесинист и искусствовед Люк Арнасон видел в этой пьесе

«образ тяжелого, но быстро движущегося объекта, который постепенно набирает обороты».
Наиболее близким сочинением «Les Barricades Mystérieuses» он считал «Les Bergeries» и утверждал, что обе пьесы необходимо исполнять, существенно изменяя темп, привнося этим разнообразие. С точки зрения Арнасона композитор написал это произведение из педагогических соображений. Бела Барток утверждал, напротив, что рефрен должен исполняться в ровном движении с оттенком механической грации

## Художественные особенности
«Таинственные баррикады» по своей музыкальной форме — рондо с тремя куплетами и четыре раза проведенным рефреном (он состоит из восьми тактов).
Для пьесы характерна синкопированность, изоритмичное движение. В кадансах происходит замедление темпа и уплотнение фактуры. Три куплета характеризует большая экспрессия, механическая грация рефрена учтиво гасит её. 

«Своеобразие пьесы заключено и в изящно перекликающихся скрытых голосах. Их всплески — мотивы, фразки — то деликатно обозначаются на поверхности гармонически-фигуративной ткани, то уходят вглубь, истаивая в причудливо оживленном движении».— К. К. Розеншильд. Музыка во Франции XVII - начала XVIII века.
Для пьесы характерны загадочное очарование и нарядная кокетливость.

## «Les Barricades Mystérieuses» Куперена в искусстве и литературе XX века
- 1922. Французский символист Эдмон Жалу публикует повесть «Les Barricades Mystérieuses». Героиня повести Ванда по сюжету играет произведение Куперена своему возлюбленному, но и само название литературного произведения по замыслу автора отражает сложности любовных взаимоотношений между тремя главными героями.
- 1937. «Les Barricades mystérieuses», сборник стихов поэта-сюрреалиста Мориса Бланшара (фр. Maurice Blanchard) с гравюрами художника Люсьена Куто (фр. Lucien Coutaud, 1904—1977).
- 1946. «Les Barricades Mystérieuses», первый сборник стихов восемнадцатилетнего поэта Оливье Ларронда (фр. Olivier Larronde). Сборник был отпечатан в 766 экземплярах в издательстве «Арбалет». Иллюстрации выполнил Андре Борепер (фр. André Beaurepaire)[8]. Впоследствии многократно переиздан.
- 1961. Французский художник-сюрреалист Рене Магритт создаёт картину «Les Barricades Mystérieuses»[9].
- 1968. Швейцарский художник Доминик Аппиа, вдохновлённый пьесой Франсуа Куперена, создаёт первую из четырёх картин цикла «Les Barricades mystérieuses», последняя из картин завершена в 1975 году[10].
- 1991. Итальянский скульптор Лоренцо Таддеи (итал. Lorenzo Taddei) создаёт скульптуру из дерева и пластилина «Le Barricate Misteriose»[11].

## Галерея

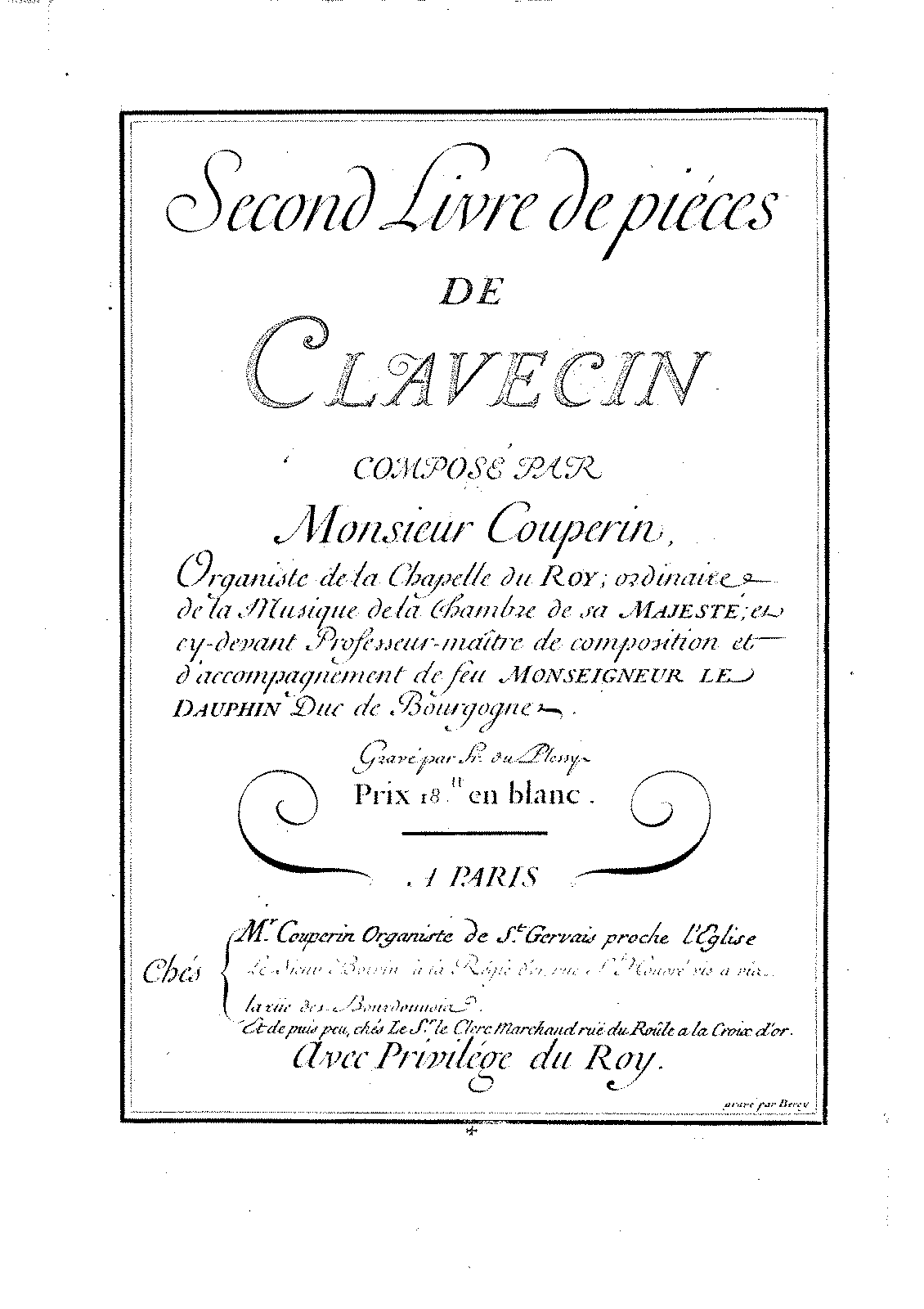
François Couperin "Second Livre de Clavecin" (первое издание), в составе которой находится пьеса "Les Barricades Mystérieuses"
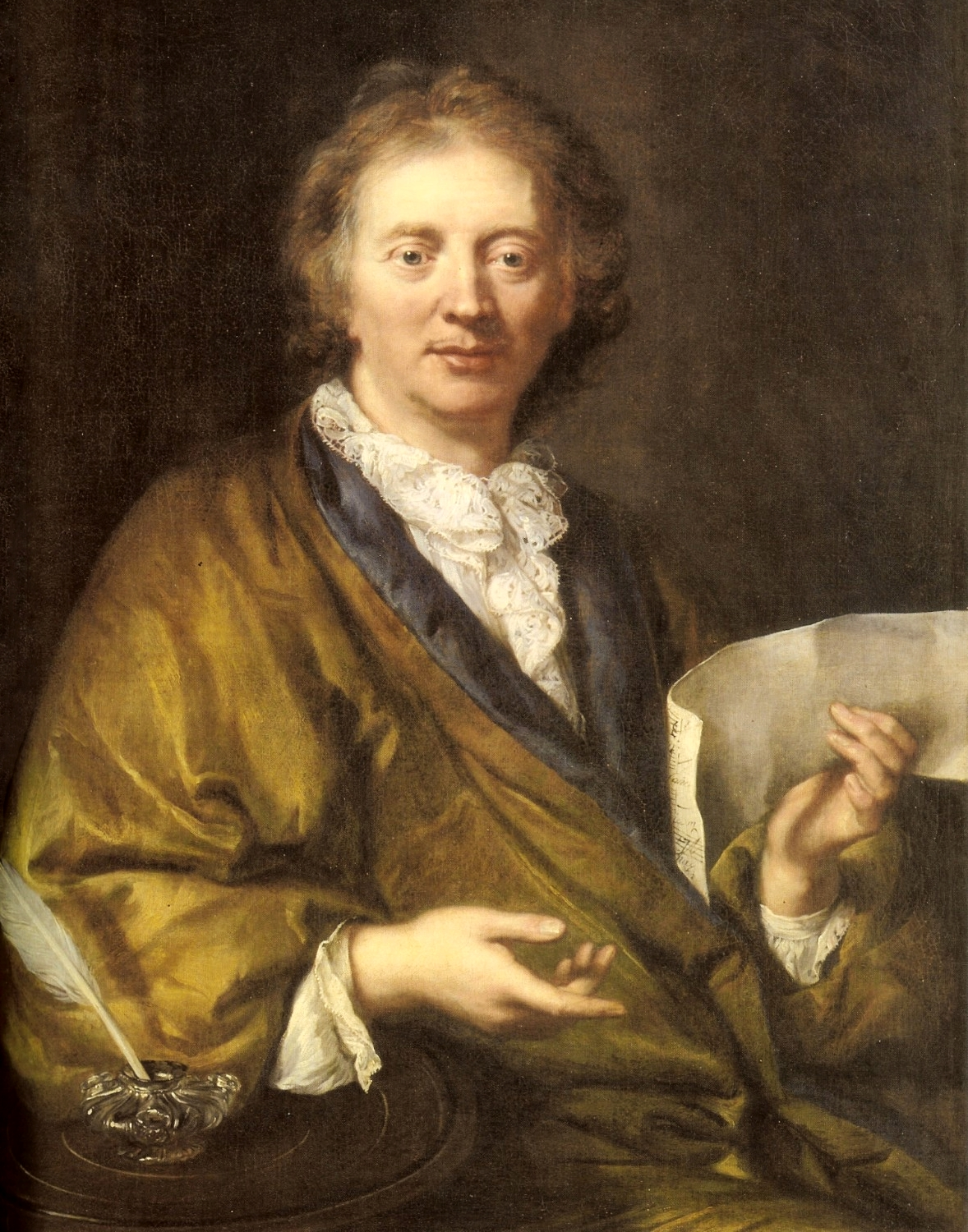
Неизвестный художник. Франсуа Куперен

## Транскрипции
Существуют многочисленные транскрипции сочинения. Наиболее популярными являются транскрипция для квартета виолончелей, исполняемая пиццикато, и свободная транскрипция 1994 года, выполненная английским композитором Томасом Адесом для пяти струнных и духовых инструментов (кларнета, бас-кларнета, альта, виолончели и контрабаса, записана впервые на CD «A Prophecy», EMI, 2004). Адес считает, что мистический оттенок сочинению придаёт в первую очередь низкий регистр исполнения и поэтому он аранжировал её для столь необычного состава.